# Anthosachne
Anthosachne je rod trajnica iz porodice travovki. Pripada mu 9 vrsta iz Australije, Novog Zelanda, Nove Gvineje i Tasmanije. Često se ponovno uključuje u prošireni rod Elymus.
Tipična je Anthosachne australasica Steud., sinonoim za Anthosachne rectiseta.

## Vrste
1. Anthosachne aprica (Á.Löve & Connor) C.Yen & J.L.Yang
2. Anthosachne falcis (Connor) Barkworth & S.W.L.Jacobs
3. Anthosachne kingiana (Endl.) Govaerts
4. Anthosachne longiseta (Hitchc.) Barkworth & S.W.L.Jacobs
5. Anthosachne plurinervis (Vickery) Barkworth & S.W.L.Jacobs
6. Anthosachne rectiseta (Nees) Barkworth & S.W.L.Jacobs
7. Anthosachne sacandros (Connor) Barkworth & S.W.L.Jacobs
8. Anthosachne scabra (R.Br.) Nevski
9. Anthosachne solandri (Steud.) Barkworth & S.W.L.Jacobs